# Palazzo Spinelli (Florença)

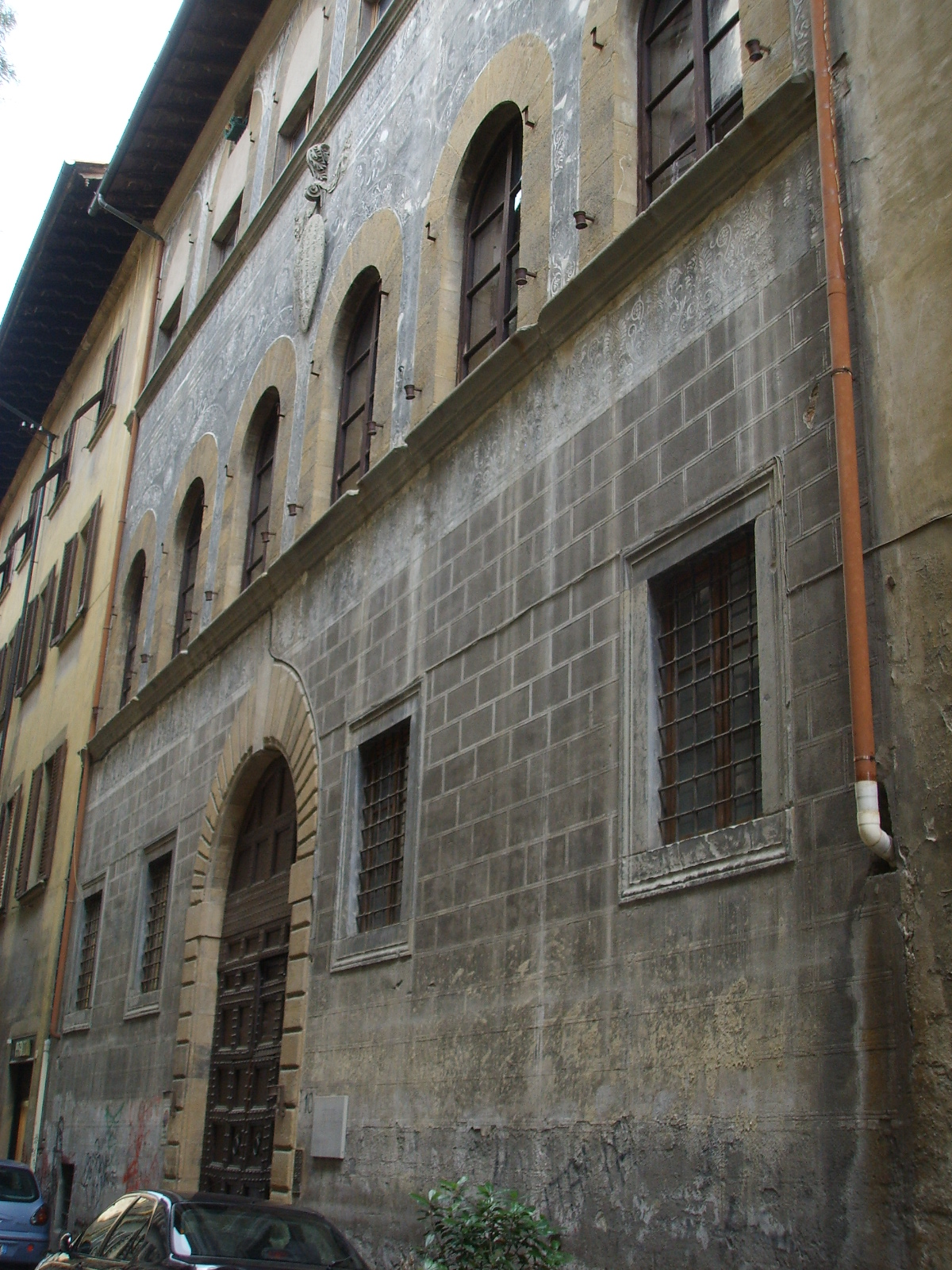
Fachada do Palazzo Spinelli.

O Palazzo Spinelli é um palácio de Florença situado no n.º 10 do Borgo Santa Croce.

## História e arquitectura

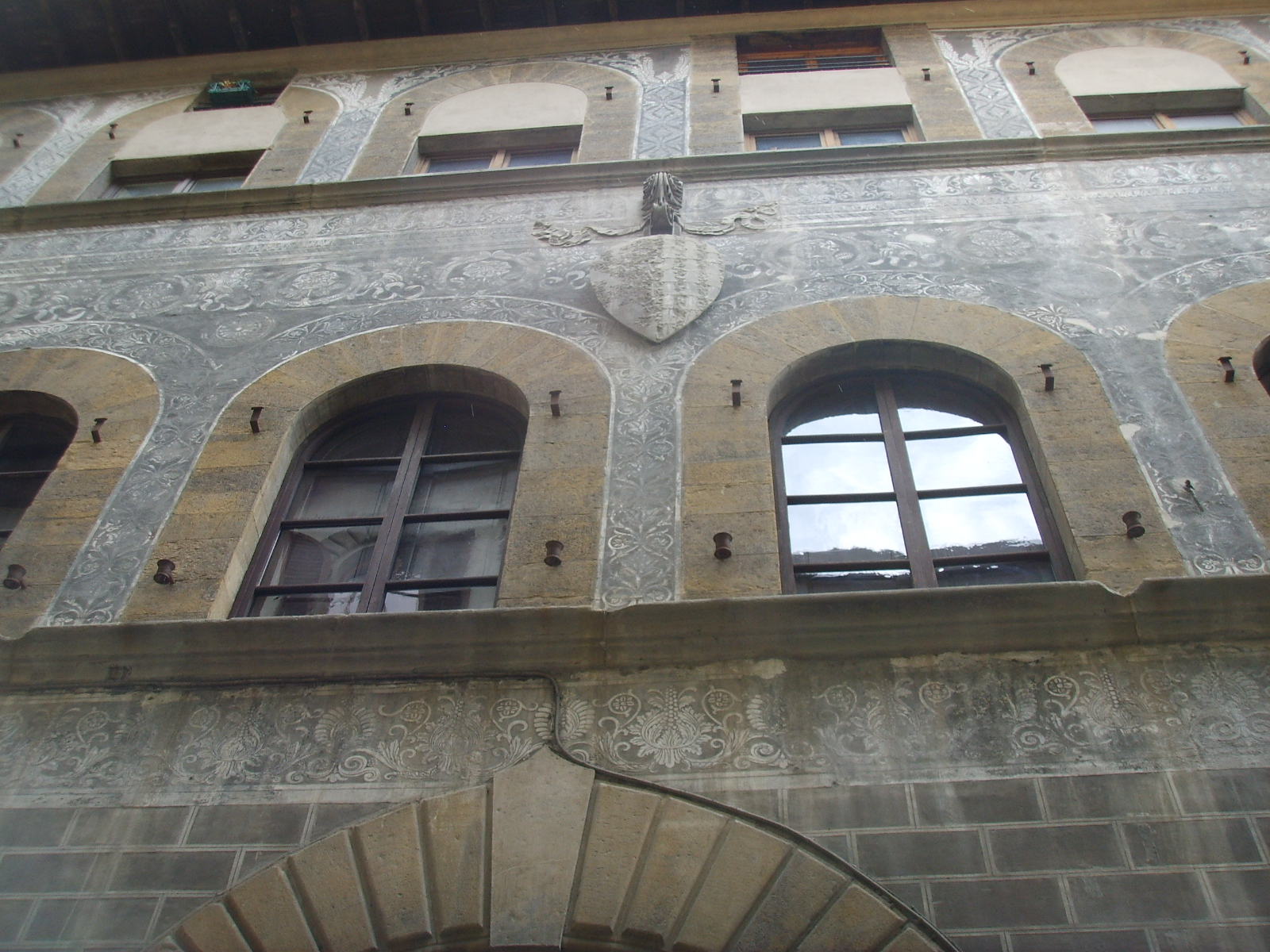
Detalhe da fachada com esgrafitos.

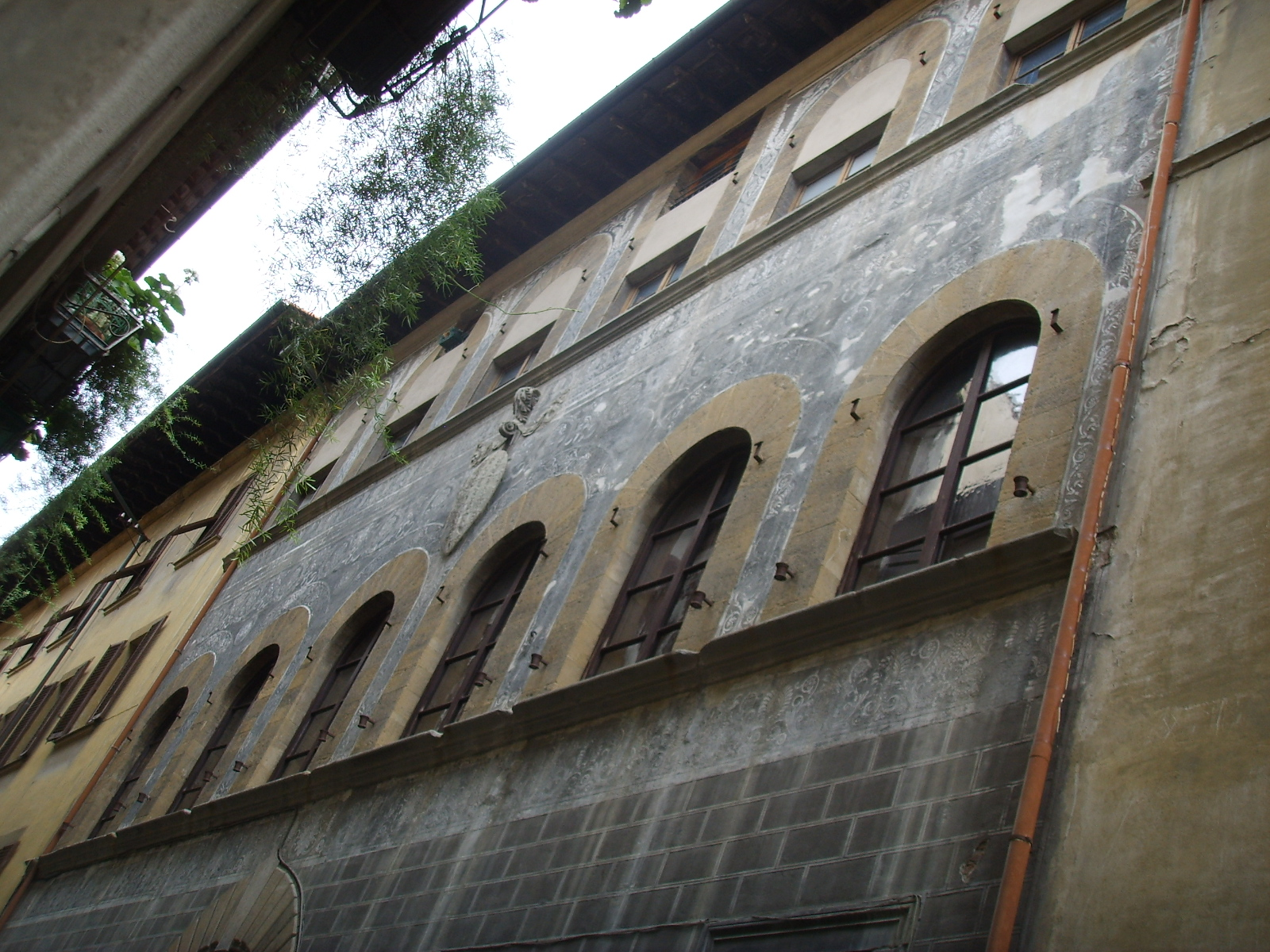
Vista parcial da fachada.

O palácio foi construído entre 1460 e 1470 por encomenda de Tommaso Spinelli, tesoureiro do Papa Paulo II e importante mecenas, financiador, também, do segundo claustro da Basílica de Santa Cruz e duma capela nessa mesma igreja e que possuia, ainda, uma casa no Belvedere de Roma e um palácio no Canal Grande em Veneza.
O projecto do palácio florentino foi atribuido a Bernardo Rossellino, já activo em Santa Cruz ao serviço de Spinelli. Característica peculiar do palácio são os esgrafitos, mais tardios, que lhe decoram a fachada, com tijolos no piso térreo e desenhos florais em monócromo nos pisos superiores.
O palácio permaneceu na posse dos Spinelli até ao início do século XIX, passando depois para os Malenchinim que o fizeram restaurar pelo arquiteto livornense Lando Bartoli. Hoje, hospeda a sede central do Instituto para a Arte e o Restauro "Palazzo Spinelli".
O portal, com uma moldura em bugnato pouco saliente, dá acesso ao pátio central, de aspecto ainda puramente quatrocentista, que apresenta uma loggia em dois dos lados, com arcadas de volta perfeita suportadas por capitéis inspirados na ordem coríntia. Num dos lados está presente uma galeriasuportada por mísulas que lembra a arquitectura de Michelozzo, enquanto num nicho à mouro está inserido um poço coevo.
Também no pátio internop se encontram esgrafitos semelhantes àqueles da fachada, onde se destacam duas cenas pictóricas com Hércules e o leão e Apolo e Dafne. Algumas figurações fingem janelas perfiladas no pátio em trompe l'oeil. O último restauro dos esgrafitos remonta a 1920, mas hoje o seu aspecto é, contudo, muito incompleto e de difícil leitura.
A esacadaria que leva ao primeiro andar tem um refinado jogo cromático entre os elementos em pietra serena, o reboco e os ladrilhos florentinos nos pavimentos dos patamares.